# Onthophagus neervoorti
Onthophagus neervoorti là một loài bọ cánh cứng trong họ Bọ hung (Scarabaeidae).